# Sok Hjon-čun
Sok Hjon-čun (korejsky 석현준, anglickým přepisem: Suk Hyun-jun; * 29. června 1991) je jihokorejský fotbalista hrající na postu záložníka, který v současnosti hraje za portugalský klub FC Porto.